# Viola Těšínská
Viola Alžběta Těšínská (polsky Wiola Elżbieta Cieszyńska, německy Viola Elisabeth von Teschen, 1290 Těšín – 21. září 1317) byla manželkou Václava III. a českou a polskou královnou z vedlejší méně významné linie hornoslezských Piastovců. Za deset let po jeho smrti se vdala za Petra I. z Rožmberka. S každým z manželů žila necelý rok.

## První manželství

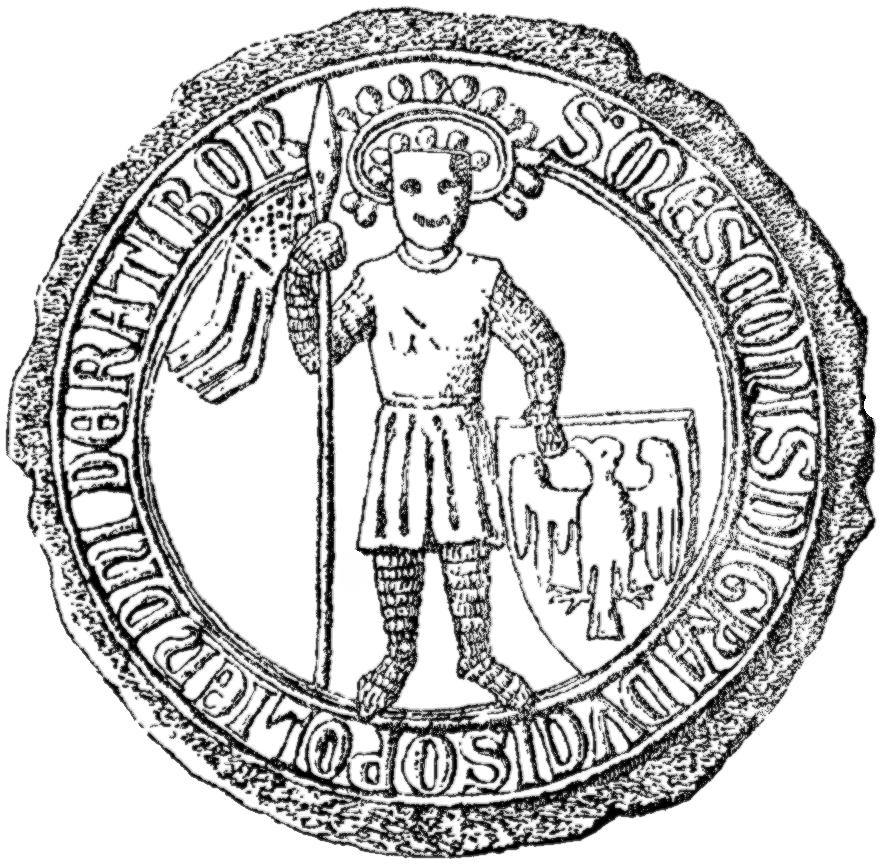
Pečeť těšínského vévody Měška, Violina otce

Byla dcerou těšínského a osvětimského vévody Měška I., který byl formálně vazalem svého zetě Václava III. Jednalo se tedy o sňatek společensky nerovný. Vévoda Měšek byl českým spojencem už od roku 1291. Violiným dědem byl Vladislav I. Opolský a jejím strýcem byl Vladislav I. Lokýtek.
Není známo, zda se Viola s Václavem potkali před svatbou, která se uskutečnila pravděpodobně 5. října 1305 v Brně. Nevěstě bylo 15 a ženichovi 16 let. Důvody sňatku nejsou příliš zřejmé. Ačkoliv pozdější kronikáři popisují Violu jako půvabnou, důvodem zřejmě nebyla právě její krása. Snad sehrála roli strategická poloha Těšínska na cestě z Prahy do Krakova. Václav kvůli sňatku s Violou zrušil dlouholeté zasnoubení s Alžbětou, dcerou uherského krále Ondřeje III., a zároveň se vzdal nároků na uherskou korunu.
Manželství trvalo pouhý rok, neboť Václav byl při svém tažení do Polska zavražděn v Olomouci dne 4. srpna 1306. Manželství bylo bezdětné, pravděpodobně pro nízký věk manželů. Vraždou Václava III. tak vymřel rod Přemyslovců po meči.
V období po násilné Václavově smrti roku 1306 je Violin osud neznámý téměř deset let. Zřejmě se ocitla bez prostředků, jelikož jí pro případ vdovství nebyl připsán žádný majetek ani důchody. Oproti princeznám Anně, Elišce a královně vdově Elišce Rejčce se také nezapojovala do bojů o trůn a zřejmě žila v některém z klášterů. Všechny tyto ženy byly mladé a byly adeptkami na český trůn. Nejstarší byla Eliška Rejčka, bylo jí 18 let. Anně bylo stejně jako Viole Těšínské 16 let, nejmladší Elišce čtrnáct. Vztahy mezi sebou neměly nejlepší, především nenávist mezi Eliškou Přemyslovnou a Eliškou Rejčkou zasahovala i do státních záležitostí.

## Druhé manželství

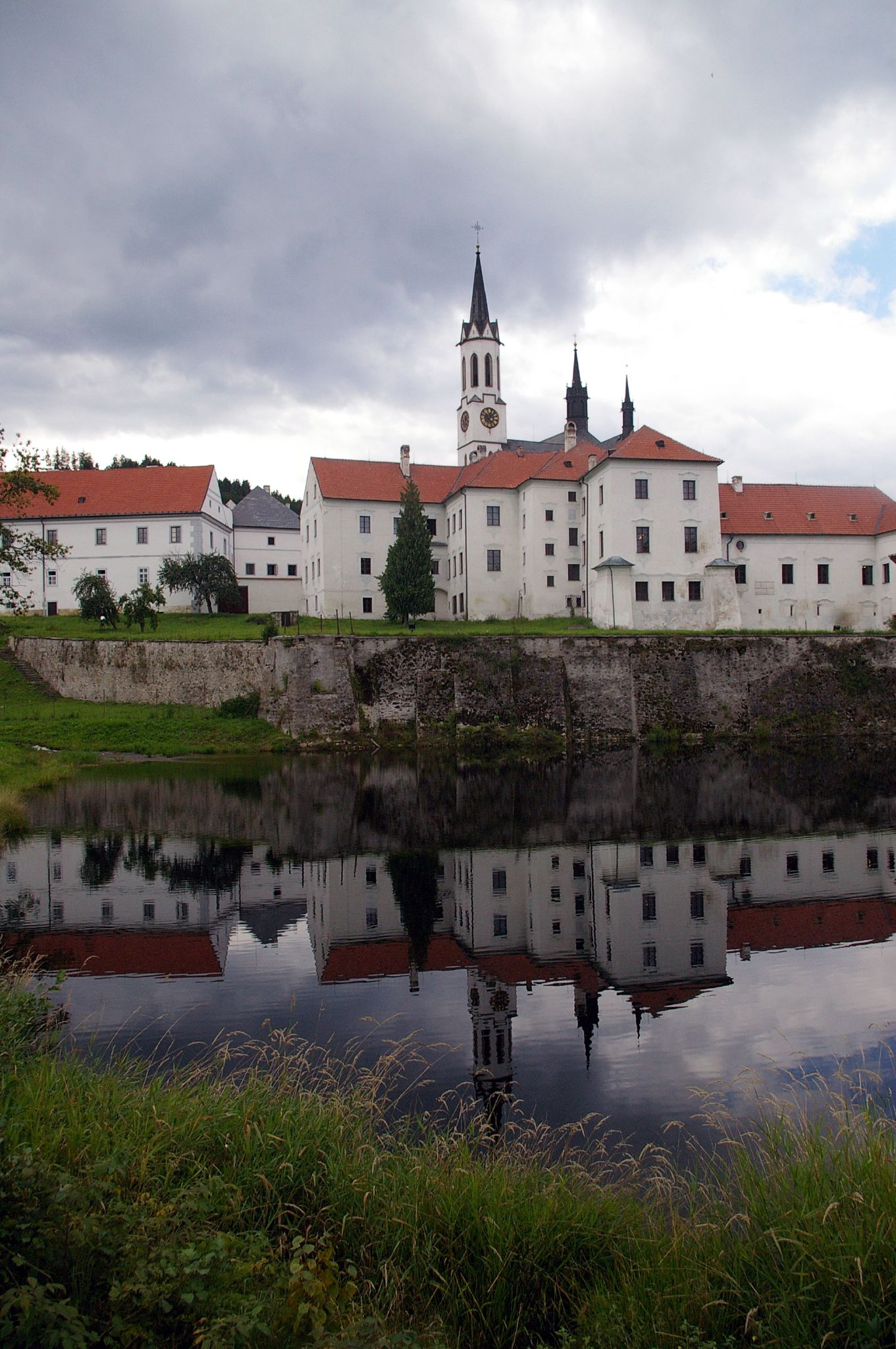
Vyšebrodský klášter – místo posledního odpočinku královny Violy

Druhé manželství Violy Těšínské s jedním z nejvýznamnějších českých pánů Petrem I. z Rožmberka, který vládl již šestým rokem rožmberskému panství a byl stále svobodný, bylo nepochybně vedeno politickými zájmy. Pro ni jako královnu vdovu to bylo manželství pod úrovní, ale pro něj byla partnerkou, která významně zvýšila jeho postavení.
V době uvěznění Jindřicha z Lipé za „války královen“ v roce 1316 se díky aktivitě Elišky Přemyslovny a jejího manžela Jana Lucemburského Viola Těšínská provdala za Vítkovce a předního šlechtice království, nejvyššího komořího Petra I. z Rožmberka. Tím se snažil královský pár připoutat mocného šlechtice více ke dvoru a zavázat si jej. Sňatkem s královnou-vdovou Violou Těšínskou se Petr I. z Rožmberka vyšvihl vysoko nad hranici svého společenského stavu. Do té doby byl Rožmberk zasnouben s Markétou - dcerou pána z Lipé. Kvůli královně vdově Viole Těšínské zasnoubení zrušil a upustil od podpory pána z Lipé.
| „                     | Když se toto dálo, pan Petr z Rožmberka uvažuje, že se osvobození Jindřicha z Lipé nadlouho protahuje, odmítl jeho panenskou dceru, která s ním byla zasnoubena snubním prstenem, a tak se spojil se svolením krále Jana manželským svazkem s paní Violou, dcerou vévody těšínského, vdovou po mladém králi Václavovi. Tímto svazkem se Petr z Rožmberka těsněji připoutal ke králi a dokázal, že rozvázal přátelský svazek i příbuzenství s tím, jehož dceru zamítl. | “ |
| — Zbraslavská kronika | |   |

Manželství s Rožmberkem bylo kratičké a skončilo Violinou smrtí 21. září 1317. Je pochována v rodovém cisterciáckém klášteře Rožmberků ve Vyšším Brodě. Obě její manželství zřejmě zůstala bezdětná.

## Královny vdovy
V období konce vlády Přemyslovců došlo ke třem případům nerovných sňatků nebo trvalých vztahů královen vdov s vysoce postavenými šlechtici. Poslední byl právě druhý sňatek Violy Těšínské.
Prvním takovým svazkem byl vztah královny Kunhuty, vdovy po Přemyslu Otakarovi II., se Závišem z Falkenštejna.
Druhým takovým svazkem byl vztah královny Elišky Rejčky, dvojnásobné vdovy po Václavovi II. a Rudolfovi Habsburském., se ženatým Jindřichem z Lipé.
Manželství Violy Těšínské, vdovy po Václavovi III., a Petra I. z Rožmberka bylo již třetím svazkem královny vdovy s příslušníkem nejvyšší české šlechty.
Karel IV. odsuzoval sňatky královen vdov se šlechtici. V jeho zákoníku Majestas Carolina z roku 1355 se sňatek ovdovělých českých královen se šlechtici zakazoval pod přísnými sankcemi.